# Awat Mata
Awat Mata is een bestuurslaag in het regentschap Kaur van de provincie Bengkulu, Indonesië. Awat Mata telt 525 inwoners (volkstelling 2010).